# Tipula mupinensis
Tipula mupinensis är en tvåvingeart som beskrevs av Alexander 1934. Tipula mupinensis ingår i släktet Tipula och familjen storharkrankar. Inga underarter finns listade i Catalogue of Life.